# ON 異常犯罪捜査官・藤堂比奈子
『ON 異常犯罪捜査官・藤堂比奈子』（オン いじょうはんざいそうさかん・とうどう ひなこ）は、内藤了によるミステリー小説『猟奇犯罪捜査班・藤堂比奈子』シリーズを原作としたカンテレ制作・フジテレビ系列「火曜夜10時ドラマ枠」で2016年7月12日から9月6日まで、毎週火曜22時 - 22時54分に放送されたテレビドラマ。波瑠は本作品が民放の連続ドラマ初主演で、刑事役も初挑戦となる。

## 概要
『ON』『CUT』『AID』『LEAK』の他にドラマオリジナルのエピソード『ICE』が追加されたほか、原作より登場人物の性格設定を大幅に変更している。終盤2話は『ZERO』『ONE』を原案としたドラマオリジナルとなっている。
なお、1996年4月開始の『勝利の女神』以来、20年半続いた火曜夜10時ドラマ枠は本作品をもって廃枠となり、関西テレビ制作のドラマ枠は火曜21時に移動、後枠には2013年10月から3年間、火曜23時に放送されてきた『有吉弘行のダレトク!?』が当枠に移動された。

## あらすじ
藤堂比奈子は警察学校を優秀な成績で卒業した新人刑事。一見明るく真面目な態度で勤務する彼女だが、心に深い闇を持っており、興味の対象は殺人犯が人を殺害する心の"スイッチ"は何かという疑問を解明すること。
個性豊かなメンバーと共に捜査をしていくうちに、様々な性格を持った猟奇的犯罪者と対峙していく。はたして彼女の抱く疑問の答えは見つかるのか?

## キャスト

### 主要人物
藤堂 比奈子（とうどう ひなこ）〈25〉
演 - 波瑠（幼少期：藤澤遥）
警視庁刑事部捜査第一課厚田班所属の新人刑事。階級は巡査。長野県出身。非喫煙者。小学生のころに両親が離婚し、母子家庭で育ったが、警察官になった年に母の香織を亡くしており、天涯孤独の身である。常に香織からもらった八幡屋礒五郎の缶に入った七味とメモ帳を持ち歩いている。メモ帳に起こった事件の内容を独自のイラストで描くことにより記憶することができ、それがゆえに未解決事件にとても詳しい。厚田にその記憶力を買われ、書類業務の内勤員から事件現場の捜査官として抜擢される。職場では明るく振る舞っているが、実は幼少期から感情そのものが無いに等しく、それゆえ素の表情も起伏が乏しい。普段の態度や表情は場の状況に応じて普通はこうするべき、という振舞いを行っているだけの処世術としての外面でしかない。親しくしていた同僚が殺害された際にも事件への興味しか抱けなかった。幼少期、両親が離婚する際に父親から怪物呼ばわりされた過去がある。一人暮らしをしており、外出時に「スイッチ、オン」と言い外面を作り、帰宅時に「スイッチ、オフ」と言うと素へと切り替わる。クールであり過去の出来事から心の闇を抱えており、自分のような人間はいつか人を殺すのではないか、と考えており、殺人犯の人を殺す心のスイッチに異常な興味を持つ。殺人犯と対峙した際、「結果的に」相手を殺すかもしれない、と鞄に携帯ナイフを常に所持している。その反面、格闘術には優れていない。過去の殺人事件の資料などを調べる際に「とても興味深い」と言う口癖を持つ。自販機で購入するココアをはじめ、その他の料理や飲み物など何にでも携帯している七味を振り掛け、また他人にも勧めることから変人扱いされている。犯人と対峙し、その犯人が殺人の衝動を起こす切っ掛けとなるもの、事実を述べて犯人の殺人衝動を高めた後、「その顔が見たかった」と台詞を吐く。
ある事件で真壁にもらったナイフを東海林に発見され、さらにボイスレコーダーをバッグに仕込まれていたことから東海林に刑事を名乗らないよう言われ、自身も退職願を準備し厚田に渡した。しかし厚田に破損され、退職を撤回する。
東海林 泰久(しょうじ やすひさ)〈31〉
演 - 横山裕
警視庁刑事部捜査第一課厚田班所属の刑事。階級は巡査長。家族構成は両親と妹。殺人犯に異常な憎悪の感情を持つ苛烈な正義感の持ち主で犯人と対峙した際、相手を半殺しさせるほどかなり殴る。比奈子や他人に対して冷淡な態度で接するが、時折比奈子を気遣って行動する等、決して冷酷な人間ではない。射撃や格闘に優れており、比奈子がピンチの時に毎回駆けつける。熱血漢で愛煙家でもあり殺人事件が発生すると上司の命令を聞かず単独で奔走し、犯人逮捕を前提に情報を入手する為に裏の情報屋を使うなど違法捜査も厭わない。比奈子と行動を共にするにつれてその異常性を感じてきている。刑事としての実力は確かで、かつては刑事部のエースとして期待されていたが、5年前に妹、実央が女子中学生殺人事件の模倣犯に殺害されてしまい、その犯人逮捕の際、犯人を殺しかける事件を起こし、出世コースから外れた。
倉島 敬一郎（くらしま けいいちろう）〈33〉
演 - 要潤
警視庁刑事部捜査第一課厚田班所属の刑事。階級は巡査部長。周囲に「バイクが恋人」と公言するほどのバイク好き。乗っているバイクの名前は「忍」。比奈子にほのかな恋心を抱いており、彼女への気配りを欠かさないがいまいち空回りしている。
片岡 啓造（かたおか けいぞう）〈40〉
演 - 高橋努
警視庁刑事部捜査第一課片岡班所属の班長・警部補。厚田班所属の東海林に捜査の邪魔をされ、彼を認めつつも疎んでいる。最終話で真壁に頸動脈を刺され負傷するが、後に回復する。
清水 良信（しみず りょうしん）〈25〉
演 - 百瀬朔
警視庁刑事部捜査第一課厚田班所属の刑事。関西出身。所轄から厚田班へ異動してきた。眠る時にアイマスクを着用する。
月岡 真紀（つきおか まき）〈22〉
演 - 佐藤玲
鈴木の後輩。鑑識課所属の新人。残酷な現場には慣れておらず、精神的動揺を覚えることもある。比奈子とはココアに七味をかけてもらってから仲良くなる。
中島 保（なかじま たもつ）〈28〉
演 - 林遣都
ハヤサカメンタルクリニックに勤務する心療内科医。心優しく真面目な性格。専門は脳科学と臨床心理学。将来は少年鑑別所などで心理検査を行う監察技官になるのが夢。週2回、拘置所で受刑者の面談を行っている他、犯人像のプロファイリングを担当する。比奈子の内面の異常性にいち早く気づき、強い関心と理解を示す。
かつて久保一弥が起こした女子中学生殺人事件の第一発見者であり、自身が持つハンカチに現場に落ちていたキャンディの包み紙を挟んで保管していたり、キャンディそのものを見ると動揺するなど、トラウマを抱えている。学生時代は帝都大学大学院工学部の学生であり、早坂と共著で論文を出していたが倫理上の問題があり、中断。"潜入"という手段を用い、実際の犯罪者の心理そのものと自分を同一化させることで優秀なプロファイリングをしていた。その後、心療内科医として犯罪者たちと面談などで向き合っていくうちに、犯罪者に激しく憎悪し、被害者と同じ気持ちを味わわせたいという歪んだ正義感を持つようになる。そこで、犯罪者の脳に「殺人衝動が自分自身に向くようになる」腫瘍を作る特殊な腕時計を使って5人の犯罪者たちを自殺させてきた。最後は己のトラウマの元凶たる久保をも死に追いやり比奈子の前で拳銃自殺を図ったが、東海林の阻止により失敗し、厚田に逮捕される。その後、天才科学者や猟奇犯罪者など高度な知能犯を収容する『精神・神経研究センター』に入院し、プロファイラーとして警察に捜査協力をする立場となる。比奈子と関わるうちに「一緒に地獄に落ちても構わない」とする発言をするなど恋心を抱き、比奈子を殺人者にさせないよう東海林に忠告する。
三木 健（みき たけし）〈34〉
演 - 斉藤慎二（ジャングルポケット）
警視庁所属の鑑識官。独特な口調で話し、合コン中にも事件の内容を調べるためにずっと携帯を置かないなどの面から周囲から「オタク鑑識官」と呼ばれているが、鑑識官としては優秀。
川村 浩二（かわむら こうじ）
演 ‐ 松川尚瑠輝
警視庁刑事部捜査第一課片岡班所属の刑事。
加藤 邦彦（かとう くにひこ）
演 - 是近敦之
警視庁刑事部捜査第一課片岡班所属の刑事。
西連地 麗華（さいれんじ れいか）
演 ‐ 伊藤麻実子
比奈子行きつけのメイドカフェ萌オさまカフェの店長。普段からお嬢様口調で話し、ロリータ服でいる外見とは裏腹に、空手3段の持ち主。誰の命を大切にできる心優しい性格で、恋人である三木が連れ去られて倉庫に監禁された時は彼の顔に水をぶっかけて意識を取り戻させた。
伊集院 きらり（いしゅういん きらり）
演 - 松本穂香
メイドカフェ萌オさまカフェ従業員。若者言葉で話す。時折思い詰める癖があり、自殺サイトを通して管理人「AID」から製造中止された猛毒の除草剤「ビオローグ」を送り付けられるが、西連地と比奈子によって制止される。
藤堂 香織（とうどう かおり）
演 - 奥貫薫
比奈子の母。現在は故人。比奈子が小学生の時、夫と離婚し、シングルマザーとして彼女を育ててきたが、彼女が警察官になった日に心臓発作で命を落とす。娘にキャップに「進め!比奈ちゃん」と書かれた七味を手渡した。比奈子が朝目覚めるまでに見る夢に「比奈子、大丈夫よ」と七味缶から声が聞こえて来ていたが、ある事件を境に比奈子が眠っている間の夢に登場し、事件の被害者などで比奈子と話し合っている。
早坂 雅臣（はやさか まさおみ）〈46〉
演 - 光石研
中島が勤務するハヤサカメンタルクリニックの院長。過去に大友翔のカウンセリングを行っていた。東海林に初頭効果についてと潜入とプロファイリングの違いを教えた。性善説を唱えており、”罪を憎んで人を憎まず”という考えに固執していた。最期は久保の殺人に加担したとして中島の怒りを買い、記憶を改変された久保に殺害された。
石上 妙子（いしがみ たえこ）〈55〉
演 - 原田美枝子
帝都大学医学部の法医学教授で監察医の女性。愛煙家であり検死の後で焼肉を食べるなど、豪胆で男勝りな面がある。変死体に目が無い一面があり、周囲から密かに「死神女史」との異名で呼ばれる。比奈子を気に入り、彼女に意見を求める。噂話が好きな一面があり、比奈子と中島が恋仲であると周囲に吹聴した。バツイチらしく、子供がいない。変人とはいえ被害者や遺族の悲しみには胸を痛める性格であり、自殺そのものを嫌っているため、「自分で死ぬことは苦痛以外何でもない、天寿を全うしなければならない」と発言している。厚田とは元夫婦である。
厚田 巌夫（あつだ いわお）〈50〉
演 - 渡部篤郎
警視庁刑事部捜査第一課厚田班の班長で警部補。比奈子の上司で、班に所属する刑事たちに心配りを欠かさない。石上とは知り合いで以前までは喫煙者だったが禁煙中である。比奈子を内勤員から抜擢した張本人。バツイチ。人の名前を覚えることが苦手で、度々間違えては東海林に訂正されている。どんな人も加害者や被害者になるという思いから、子供を作れなかった。石上とは元夫婦である。
藤川（ふじかわ）
演 - 不破万作
東海林が調査を依頼する情報屋。裏での調査であるため、東海林は下調べをしない限り藤川を信頼していない。喫煙者であり東海林の咥えている煙草を奪って行く癖がある。
「リッチマン殺人事件」を境に、東海林への情報提供を拒むようになり、逆にこれまでの関係をネタに、事件や比奈子の情報を提供するよう東海林を恐喝し始め、何者かに殺害された。殺害された後は、何者かが彼を騙って東海林に脅迫した。

### ゲスト

#### 第1話
斉藤 文隆（さいとう ふみたか）
演 ‐ 山中崇
宇田川早苗の元婚約者。ソフトウェア開発会社勤務。
宮原 秋雄（みやはら あきお）
演 ‐ 清水優
トラック運転手。性犯罪で告訴された経験あり。
小林 翔太（こばやし しょうた）
演 ‐ 三浦貴大
飲食店のウエイター。本名は「大友 翔（おおとも しょう）」であり、未成年時代に母親を殺害した過去がある。
鈴木 仁美（すずき ひとみ）（24）
演 - 篠田麻里子
比奈子の同期。交通課所属で階級は巡査。明るく人当たりが良い性格で、比奈子とは親友。より良い出会いを求めるため、合コンに明け暮れる日々を送っている。その後殺害される。
宇田川 早苗（うだがわ さなえ）
演 - 柏原優美
かつて宮原の性暴力に遭っていた。後に斎藤と婚約するも、宮原から過去の事件をネタにした嫌がらせを受け、自殺する。
早苗の父
演 ‐ 朝倉伸二
町工場を経営。深いトラウマを負い、中島のカウンセリングを受けている。
娘を死に追いやった宮原を激しく憎む。
伊勢崎 久留美（いせざき くるみ）
演 - 田鍋梨々花
桃色のキャンディを口と腹部に詰め込まれ、手足に釘を打ち込まれて殺害された少女。度々比奈子の眠っている間の夢に登場する。第5話では、中島も夢の中に登場し、比奈子を貶める発言をした。

#### 第2話
霜川 幸三（しもかわ こうぞう）
演 - 螢雪次朗
霜川商店元店主。一家の主。
霜川 由美（しもかわ ゆみ）
演 - 赤間麻里子
霜川商店の店員で長女。
霜川 栄太（しもかわ えいた）
演 - 神農直隆
霜川家長男。
霜川 雄太（しもかわ ゆうた）
演 - 広瀬剛進
霜川家次男。
ケンジ
演 - 間宮祥太朗
黒いパーカーでフードを被った青年。丁寧な言葉遣いで話す。

#### 第3話
吉田 佐和（よしだ さわ）
演 - 中島亜梨沙（第4話にも登場）
バレエ講師。遥香の母でシングルマザー。
吉田 遥香（よしだ はるか）
演 - 住田萌乃　
佐和の娘。幽霊屋敷の事件での目撃情報を提供する。
佐藤 都夜（さとう つや）
演 - 佐々木希（第4話、第7話、第8話にも登場）
佐和母娘と仲が良いクリーニング店店主。一見明るく振舞っているが、モデル時代にストーカーから背中に硫酸を掛けられ酷い火傷をしたことをきっかけに、白く美しい肌に執着している。佐和と比奈子を拉致し、殺害して肌を手に入れようとしたが比奈子に考えを否定された上に東海林らに阻止され、一旦逮捕された。その後は真壁にファンレターをもらったことをきっかけに看守を殺害し逃走したが、比奈子を拉致できず、東海林を拉致した後に真壁に切り捨てられ、火を放たれ殺害された。
二階堂 澄香(にかいどう すみか)
演 - 小島みなみ
モデル。
永山 宗一郎（ながやま そういちろう）
演 - 裵ジョンミョン
自称デザイナー。

#### 第4話
小野寺 誠（おのでら まこと）
演 - 藤村直樹
テレビ局スタッフ。

#### 第5話
久保 一弥（くぼ かずや）
演 - 中林大樹
会社員。ハヤサカメンタリクリニックに通院する。
壬生（みぶ）
演 - 利重剛
元拘置所の刑務官。後にグループホームに勤務。
戸川 京香（とがわ きょうか）
演 - 町田佳代
伊勢崎久留美と同じ手段で殺害された女子高生。腕にリストカットの跡がある。

#### 第6話
原島 宗徳（はらじま むねのり）
演 - モロ師岡（7話にも登場）
交番巡査。新人時代の東海林を鍛え上げ、情報屋を使って捜査することを教えた。
稲富 信吾（いなとみ しんご）
演 - 浜田晃
シェアハウス「十八家」住民。元会社経営。
坂田 大吉（さかた だいきち）
演 - 桜木健一
シェアハウス「十八家」住民。職人。
大崎 奈津子（おおさき なつこ）
演 - 今本洋子
シェアハウス「十八家」住民。
西沢（にしざわ）
演 - 大石吾朗
シェアハウス「十八家」住民。医師。
芙巳子（ふみこ）
演 - 角替和枝
シェアハウス「十八家」住民。
浦沢 清（うらさわ きよし）
演 - すわ親治
指定暴力団「荒神会」の会長。
首藤 泰造（しゅどう たいぞう）
演 - 新川將人
「荒神会」子飼いの詐欺師。
山嵜 ちづる（やまざき ちづる）
演 -
「荒神会」子飼いの詐欺師。
浦沢清の娘
演 - 小橋めぐみ
専業主婦。娘のエミを育てている。

#### 第7話
原島の妻
演 - 松元那実
息子を自殺の巻き添えによって失い、23年前に死亡。

#### 第8話・最終話
真壁 永久（まかべ とわ）
演 - 芦名星
比奈子にナイフを渡した女性。青い瞳をしている。美しい容姿をしているが、快楽殺人者である。幼少時に父親から虐待され、養護施設に預けられるも馴染めなかった過去を持つ。

## スタッフ
- 原作 - 内藤了『ON 猟奇犯罪捜査班・藤堂比奈子』シリーズ（角川ホラー文庫刊）
- 企画協力 - KADOKAWA
- 脚本 - 古家和尚
- 音楽 - 菅野祐悟
- 主題歌 - [Alexandros]「Swan」（UNIVERSAL J / RX-RECORDS）[22]
- 撮影 - 山中敏康
- 照明 - 鵜飼隆一郎
- 音声 - 福部博国
- 編集 - 矢野数馬
- 音響効果 - 寺岡基臣
- オープニングタイトルバック - 熊本直樹（EDP）
- 美術プロデューサー - 秋元博
- 美術進行 - 向井大樹
- 特殊メイク - 田中真維
- VFX - 高橋良明（キュー・テック）
- スタイリスト - 田中トモコ（渡部担当）
- 警察監修 - 倉科孝靖
- 医療監修 - 中澤暁雄
- アクションコーディネーター - 栗田政明（倉田プロモーション）
- 編成 - 刑部仁（関西テレビ）/稲葉直人（フジテレビ）
- 宣伝 - 安田宜義、姫野健太（関西テレビ）
- 広告 - 東田元（関西テレビ）
- プロデューサー - 河西秀幸、萩原崇（関西テレビ）、石田麻衣（ホリプロ）
- 演出 - 白木啓一郎、宝来忠昭、大内隆弘
- 制作協力 - ホリプロ
- 制作著作 - カンテレ

## 放送日程
| 放送回                                                        | 放送日  | サブタイトル                        | 原作             | 演出       | 視聴率 |
| ------------------------------------------------------------- | ------- | ----------------------------------- | ---------------- | ---------- | ------ |
| 01：SWITCH                                                    | 7月12日 | 殺人者への探求心…危ないヒロイン誕生 | 『ON』           | 白木啓一郎 | 9.6%   |
| 02：ICE                                                       | 7月19日 | 謎の凍結遺体…犯人への危険な興味     | ドラマオリジナル | 白木啓一郎 | 9.2%   |
| 03：CUT                                                       | 7月26日 | 洋館美女連続殺人…奪われた完全美     | 『CUT』          | 宝来忠昭   | 8.2%   |
| 04：MEMORY                                                    | 8月02日 | 女刑事VS女殺人鬼…自死操作の陰謀     | 『ON』           | 白木啓一郎 | 8.8%   |
| 05：MEMORY 〜the 2nd volume〜                                 | 8月09日 | 猟奇自殺事件の謎…裁かれる罪人       | 『ON』           | 白木啓一郎 | 6.6%   |
| 06：LEAK                                                      | 8月16日 | 大金が詰まった遺体…女刑事の過去     | 『LEAK』         | 宝来忠昭   | 6.4%   |
| 07：AID                                                       | 8月23日 | 毒物死へ誘うAID…比奈子の殺意        | 『AID』          | 大内隆弘   | 7.4%   |
| 08：CHAOS                                                     | 8月30日 | 美しき殺人鬼が脱走…悪夢の扉開く     | ドラマオリジナル | 白木啓一郎 | 8.5%   |
| ANSWER：THE LAST                                              | 9月06日 | 最終回…私は刑事か、怪物なのか       | ドラマオリジナル | 白木啓一郎 | 7.1%   |
| 平均視聴率 8.0%（視聴率はビデオリサーチ調べ、関東地区・世帯） |         |                                     |                  |            |        |

## 受賞
- 第5回コンフィデンスアワード・ドラマ賞 主演女優賞（波瑠）[33][34]